# 德登乡
德登乡（藏語：གཏེར་སྟོན་），是中华人民共和国西藏自治区昌都市江达县下辖的一个乡镇级行政单位。

## 行政区划
德登乡下辖以下地区：
仁真都村、吉然村、地普村、门莫村、夏吉村、鲁格村、措日村、梦青村、神青龙村、嘎戎村、多堆村和外青村。